# گراند ویژی
گراند ویژی (به فرانسوی: Grande Vigie) یک منطقهٔ مسکونی در فرانسه است که در سن بارتلمی در کارائیب واقع شده‌است.